# Dare to Be Stupid
Dare to Be Stupid -en español «Atrévete a ser estúpido»- es el tercer álbum de estudio de "Weird Al" Yankovic, lanzado el 18 de junio de 1985. El álbum, al igual que varios del artista, fue producido por Rick Derringer. Grabado entre agosto de 1984 y marzo de 1985, éste fue el primer álbum de estudio de Yankovic en ser lanzado después del éxito de In 3-D, que incluyó el éxito «Eat It».
La música en el álbum está compuesta a partir de parodias e imitaciones de la música pop y rock de la mitad de los 80, incluyendo reimaginaciones de Madonna, Cyndi Lauper, Huey Lewis and the News y The Kinks. El álbum también tiene varias "parodias estilizadas", o imitaciones musicales que se acercan, pero no copian, a artistas existentes. Éstas parodias estilizadas incluyen imitaciones de Devo y Elvis Presley, al igual que imitaciones de varios géneros musicales como el doo-wop, bandas sonoras de ciencia ficción, y música de los años 20 y 30.
A pesar de una recepción mixta, Dare to Be Stupid vendió bien y llegó al número 50 en el Billboard 200. El álbum produjo uno de los sencillos más famosos de Yankovic, «Like a Surgeon», una parodia de «Like a Virgin» de Madonna, que llegó al número 47 en el Billboard Hot 100. El álbum fue el segundo disco de oro de Yankovic, y fue certificado disco de platino por más de un millón de ventas en Estados Unidos. El álbum fue nominado para un Grammy por mejor grabación de comedia en 1986.

## Producción

### Grabación
En enero de 1985 Yankovic comenzó las sesiones de grabación para el sucesor de In 3-D. Rick Derringer, ex-guitarrista de The McCoys, regresó como productor. En la banda de Yankovic, se encontraban Jon "Bermuda" Schwartz en batería, Steve Jay en bajo y Jim West en guitarra. La primera sesión generó cuatro canciones originales: «Dare to Be Stupid», «Cable TV», «Slime Creatures from Outer Space» y «One More Minute». La banda también grabó un cover del tema principal de George of the Jungle. El mes siguiente, Yankovic comenzó  a grabar las cuatro parodias del álbum y el medley de polka: «Yoda», «Like a Surgeon», «I Want a New Duck», «Girls Just Want to Have Lunch» y «Hooked on Polkas».

### Canciones originales
«This is the Life», originalmente comisionada para la película de 1984 Johnny Dangerously, con Michael Keaton, una parodia a la música de los años 20 y 30 describiendo el lujoso estilo de vida de los gánsters, ya había sido grabada y lanzada como sencillo en noviembre de 1984. La canción titular, «Dare to Be Stupid», es una oda a vivir la vida de forma estúpida. De acuerdo a las notas de The Ultimate Video Collection, la canción representa "el lema de vida de Al". La canción es una parodia a Devo, cuya reacción a la canción fue positiva. Yankovic dijo, "Después de terminar Dare to Be Stupid, fui a la casa de Mark Mothersbaugh y se la puse. Pareció disfrutarla mucho". La canción fue después usada en la banda sonora de Transformers: la película en 1986, y Yankovic después reflexionó que más gente fue introducida a la canción por la película que por su propio álbum.
«One More Minute», sobre una exnovia, fue escrita en el estilo de una canción doo-wop de Elvis Presley. De acuerdo a las notas de la caja compilatoria Permanent Record, Yankovic se preparaba para escribir canciones para el álbum cuando su novia de aquel entonces rompió con él. Para lidiar con su desamor, él escribió una canción humorística para expresar su ira, que eventualmente se convirtió en «One More Minute». Yankovic rompe su foto en el vídeo. «Slime Creatures from Outer Space» incluye gran uso de un theremín, cortesía de Steve Jay, para emular el sonido de "bandas sonoras cursi de películas de ciencia-ficción de los 50".

### Parodias y polka
El 21 de febrero de 1985, Yankovic comenzó a grabar las parodias para Dare to Be Stupid. La primera parodia grabada fue «Yoda». Originalmente escrita en 1980, durante el estreno inicial de El imperio contraataca. Después del éxito de la película, Yankovic jugó con la idea de escribir una canción basado en el famoso personaje, pero no pudo encontrar una canción apropiada para usar de base. Yankovic recuerda, "aún estaba en la universidad en esa época, y un amigo llamado Mike sugirió que hiciera la canción al ritmo de «Lola» - lo cual no podía creer que no se me ocurriera, siendo un gran fan de The Kinks". Yankovic escribió y grabó una versión de la canción, usando solo un acordeón, en un portaestudio de casetes de cuatro pistas. Esta versión de «Yoda» fue un éxito en The Dr. Demento Show, e incluso llegó, y mantuvo, el número 1 en la lista Funny Five por varias semanas. Esta demo fue luego lanzada en el volumen 6 de Dr. Demento's Basement Tapes.
Después del éxito de la versión demo, Yankovic quería poner la canción en uno de sus álbumes. Sin embargo, obtener permiso de tanto George Lucas como de The Kinks retrasaron el lanzamiento de la canción por alrededor de 5 años. Eventualmente, después de que Lucas le diera permiso a Yankovic, los editores de la canción rechazaron a Yankovic. Existen muchas versiones de por qué la parodia fue rechazada. En una entrevista de 1985 con Spin, Yankovic explicó que, "nos acercamos a Ray Davies, nos acercamos cada año y medio, dos años antes de que salga cada álbum y siempre ha sido algo escéptico, algo asustado porque «Lola» era una canción muy personal para él. Después de la nada nos dejó esta vez hacerlo". Sin embargo, las notas de Permanent Record presentan una historia distinta. De acuerdo con ellas, la canción pudo haberse mantenido sin lanzar por algún tiempo si no fuera por un encuentro casual que Yankovic tuvo con el compositor original de la canción, Ray Davies. Cuando Yankovic preguntó por qué no le dio permiso, Davies remarcó que nunca le preguntaron. Davies inmediatamente le dio permiso para grabar la canción, luego incluida en el álbum.
El día después de grabar «Yoda», Yankovic comenzó a grabar «Like a Surgeon», el sencillo principal del álbum. Aunque Yankovic suele rechazar ideas de parodias de otras personas, Madonna es parcialmente responsable por «Like a Surgeon». Madonna le preguntó a uno de sus amigos cuánto tiempo pasaría para que Yankovic convirtiera «Like a Virgin» en «Like a Surgeon». Ese amigo era un amigo en común del mánager de Al, Jay Levey. Cuando aquello llegó a Yankovic, decidió que era una buena idea y escribió la canción. Esta es la única vez que Yankovic obtuvo una idea de parodia directamente del artista original.
La tercera parodia grabada para el álbum fue una parodia de «I Want a New Drug» por Huey Lewis and the News titulada «I Want a New Duck». Después de grabar «I Want a New Duck», Yankovic estaba bien con lanzar el álbum como era. Sin embargo, Scotti Bros. insistió en que él incluyera una parodia de una canción de Cyndi Lauper. Yankovic obedeció, produciendo «Girls Just Wanna Have Lunch». Sin embargo, dado que él fue efectivamente forzado a grabar la parodia, Yankovic citó la canción como una de sus menos favoritas que él ha hecho, y la dejó fuera de su compilado de 1993 The Food Album. Yankovic también se acercó a Prince para una posible parodia de «When Doves Cry» alrededor de 1984. Prince rechazó la propuesta, y no aceptó ninguna otra idea de parodia que Yankovic le presentó.
El 25 de marzo de 1985, Yankovic terminó la grabación del nuevo álbum con un medley polka de canciones populares de este entonces. Dare to Be Stupid también incluye «George of the Jungle», un cover del tema principal de la serie animada de 1967. Sin incluir a los medley polka, éste es el único cover directo que Yankovic ha lanzado. La canción apareció en la banda sonora de la adaptación fílmica de 1997.

## Recepción

### Promoción
Después del lanzamiento del álbum, Yankovic realizó el «Stupid Tour» que abarcó 70 ciudades; éste fue su gira más grande de los 80, e incluyó "cambios de traje, iluminaciones cuidadosamente diseñadas, y varios de los vídeos de Al ingeniosamente integrados en el escenario". La vestimenta de Yankovic cambiaba dramáticamente en el escenario durante la gira, y él específicamente estipuló que cada promotor "tenía que abastecer una camiseta hawaiana llamativa" para que él se la pusiera. Yankovic eventualmente adquirió "un par de clósets" llenos de esos. Él también empezó a vestir exclusivamente ropa marca Vans, y bromeó que "cada vez que necesitaba algo me dejaban ir a sus almacenes y llevarme un montón a casa".
Los vídeos hechos para promocionar Dare to Be Stupid fueron después compilados, con material adicional, a un falso documental directo a vídeo llamado The Compleat Al. Esta producción, dirigida por el mánager de Yankovic Jay Levey y Robert K. Weiss, fue uno de "los primeros programas de su tipo en ser específicamente hecho para el mercado de vídeo casero". Una versión de 60 minutos fue luego mostrada en Showtime. Para ir con el vídeo, el irónico libro The Authorized Al también fue lanzado. El libro, coescrito por Yankovic y Tino Insana, se ha agotado desde entonces.

### Respuesta crítica
Dare to Be Stupid recibió reseñas moderadamente favorables de los críticos. Eugene Chadbourne, de AllMusic    le dio al álbum 3 estrellas y media, y citó «Like a Surgeon» y «Dare to Be Stupid» como algunas de las mejores canciones de Yankovic. Christopher Thelen de The Daily Vault escribió que "mientras Dare to Be Stupid no es el mejor álbum de Yankovic, hay suficiente material aquí para recomendarlo". La canción «Yoda» se volvería en una de las más famosas de Yankovic. Aunque fue dejado fuera de su primera compilación de éxitos "Weird Al" Yankovic's Greatest Hits, la canción apareció en el segundo volumen de dicho álbum, el box set Permanent Record y la compilación de 2009 The Essential "Weird Al" Yankovic. La canción apareció en el episodio «The Time Machine» del programa infantil The Weird Al Show, y en el compilatorio Radio Disney: Kid Jams.

### Desempeño comercial
Dare to Be Stupid fue lanzado el 18 de junio de 1985; fue el primer álbum de comedia en ser lanzado en CD. El álbum eventualmente llegó al puesto 50 de las listas Billboard 200, en donde pasó 8 semanas. El 27 de enero de 1986, poco menos de un año de su lanzamiento, el álbum fue certificado disco de oro por la RIAA, y disco de platino el 24 de febrero de 2003.

## Lista de canciones
| N.º   | Título                             | Parodia de | Duración |  |
| 1.    | «Like a Surgeon»                   | "Like a Virgin" de Madonna | 3:32     |  |
| 2.    | «Dare to Be Stupid»                | Parodia de Devo | 3:25     |  |
| 3.    | «I Want a New Duck»                | "I Want a New Drug" de Huey Lewis and the News | 3:04     |  |
| 4.    | «One More Minute»                  | Parodia de canciones doo wop de Elvis Presley | 4:04     |  |
| 5.    | «Yoda»                             | "Lola" de The Kinks | 3:58     |  |
| 6.    | «George of the Jungle»             | Cover del tema de la serie del mismo nombre | 1:05     |  |
| 7.    | «Slime Creatures from Outer Space» | Parodia de bandas sonoras de películas de ciencia ficción de los 50 | 4:23     |  |
| 8.    | «Girls Just Want to Have Lunch»    | "Girls Just Want to Have Fun" de Cyndi Lauper | 2:48     |  |
| 9.    | «This Is the Life»                 | Parodia de la música de los años 20 y 30 | 3:06     |  |
| 10.   | «Cable TV»                         | Parodia al estilo de "Hercules" de Elton John | 3:38     |  |
| 11.   | «Hooked on Polkas»                 | Un medley polka incluyendo: - "12th Street Rag" de Euday L. Bowman - "State of Shock" de The Jacksons y Mick Jagger - "Sharp Dressed Man" de ZZ Top - "What's Love Got to Do with It" de Tina Turner - "Method of Modern Love" de Hall & Oates - "Owner of a Lonely Heart" de Yes - "We're Not Gonna Take It" de Twisted Sister - "99 Luftballons" de Nena - "Footloose" de Kenny Loggins - "The Reflex" de Duran Duran - "Bang Your Head (Metal Health)" de Quiet Riot - "Relax" de Frankie Goes to Hollywood - "Ear Booker Polka" de "Weird Al" Yankovic | 3:53     |  |
| 37:01 |                                    | |          |  |

## Personal
Miembros de banda y producción
- "Weird Al" Yankovic - acordeón, teclados, theremín, vocales, coros
- Rick Derringer - guitarra, producción
- Steve Jay - banjo, bajo, coros
- Jim West - guitarra, coros
- Jon "Bermuda" Schwartz - percusión, batería
- Tony Papa - ingeniero
- Donald Lane - dirección artística
- Lou Beach - ilustraciones
- Dennis Keeley - fotografía

Otro personal
- Warren Luening - trompeta
- Joel Peskin - clarinete
- Gary Herbig - clarinete, saxofón
- Pat Regan - sintetizador
- Bill Scott - yodel
- The Glove - scratching
- The Waters Sisters - coros
- Belén Álvarez - The Queen

## Listas y certificaciones
| Listas        | Posición más alta |
| ------------- | ----------------- |
| Billboard 200 | 50                |
| RPM (revista) | 55                |

| País           | Certificación (umbrales de venta) |
| -------------- | --------------------------------- |
| Estados Unidos | Platinum                          |

### Sencillos
| Año  | Canción          | Posición más alta | Posición más alta | Posición más alta |
| Año  | Canción          | Billboard Hot 100 | ARIA Charts       | CAN 100           |
| ---- | ---------------- | ----------------- | ----------------- | ----------------- |
| 1985 | "Like a Surgeon" | 47                | 19                | 35                |